# Еясі
Еясі — безстічне солоне озеро на півночі Танзанії.

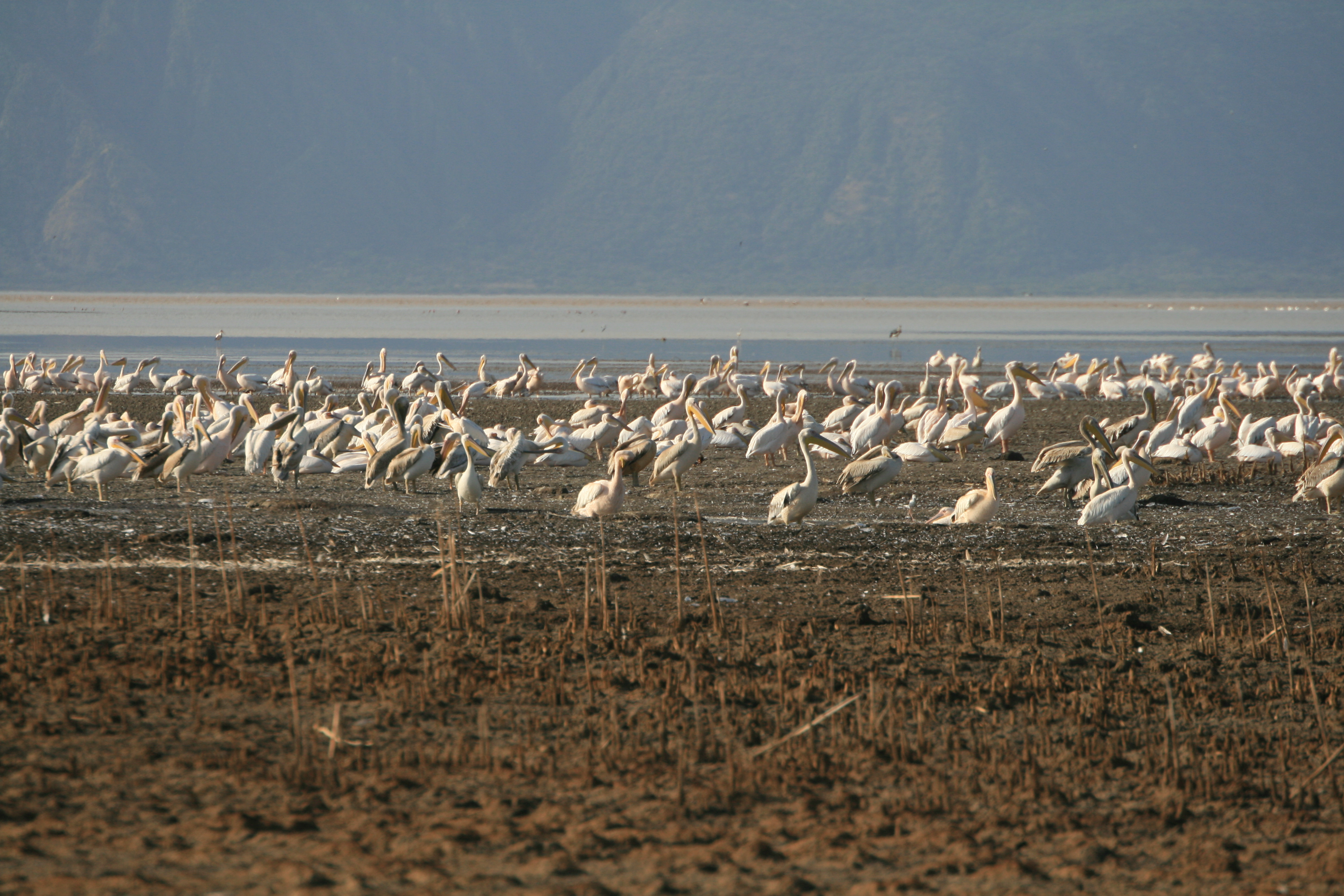
Пелікани на березі Еясі

Знаходиться на південь від національного парку Серенгеті, південний захід від кратера Нгоронгоро, на дні Великої Рифтової долини.
Для озера характерні значні сезонні коливання рівня води, може пересихати.
На березі Еясі знайдені останки африкантропів.
У червні 2016 року рядом ЗМІ було повідомлено про відкриття біля озера родовища гелію.